# Impérial
L'Impérial era un vascello da tre ponti e 118 cannoni appartenente alla classe Commerce de Marseille, che prestò servizio per la Marina francese  tra il 1803 e il 1806.
Progettata nel 1793 da Jacques-Noël Sané inizialmente doveva essere chiamata Peuple, ma successivamente nel luglio 1794 venne ribattezzata Vengeur, e fu varata il 1º ottobre 1803.
Nel 1805 il nome cambiò ancora una volta in Impérial in seguito all'incoronazione dell'Imperatore francese e della battaglia di Austerlitz.
Il 13 dicembre sotto l'ammiraglio Leissègues e comandata dal capitano Bigot, l'Impérial lascia il porto di Brest insieme ad altre quattro navi di linea (la Diomede, l'Alexandre, la Jupiter e la Brave), due fregate e una corvetta per dirigersi a Santo Domingo dove il generale Ferrand sta aspettando rinforzi.
Dopo quaranta giorni di navigazione le navi giungono a destinazione, anche se danneggiate da scontri avuti con la flotta inglese e da una tempesta che ha sorpreso il convoglio durante il tragitto. Leissègues decide quindi di ancorarsi sulla costa delle Azzorre per iniziare le riparazioni delle imbarcazioni.

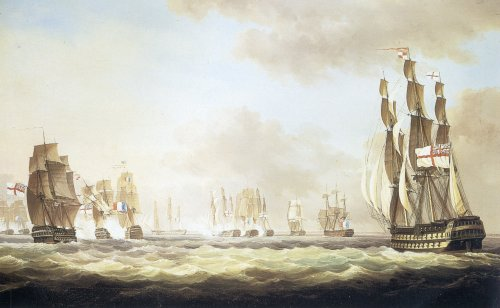
Thomas Lyde Hornbrook, La battaglia di Santo Domingo, 6 febbraio 1806.

Il 6 febbraio 1806 viene segnalata in avvicinamento una flotta britannica composta da sette navi di linea e quattro fregate comandate dal vice ammiraglio Sir John Thomas Duckworth, il quale costringe Leissègues a lasciare gli ormeggi e affrontare i nemici sul campo di battaglia. Attaccato dalla HMS Spencer e la HMS Superb di Sir Duckworth, inizialmente sembra avere la meglio, ma una volta trovatasi isolata dal resto della flotta si trova di fronte anche l'HMS Atlante e HMS Canopo, che attaccano a loro volta l'Impérial e la costringono ad una ritirata verso le coste di Santo Domingo, visti gli ingenti danni riportati alle vele, allo scafo ai cannoni e al timone. Circa 150 soldati e 30 ufficiali avevano perso la vita negli scontri. L'Impérial a tiro della HMS Canopo e della HMS Superb è seguita da vicino anche dall'altra nave francese, la Diomede, che però a sua volta è braccata dalla HMS Atlante e dalla HMS Spencer.
Le navi francesi ormai senza scampo si incagliano vicino Nizao e Leissègues decide di far abbandonare le imbarcazioni insieme a quello che vi era sopra per evitare che se ne impossessino gli inglesi. Le operazioni vanno avanti fino a quando Dukworth, che non si era avvicinato in precedenza proprio per evitare di rimanere incagliato, manda la HMS Acasta e la HMS Enchantress, entrambe fregate, a prendere il controllo dei vascelli francesi.
L'equipaggio che non aveva ancora evacuato le navi fu fatto prigioniero e l'Impérial fu data alle fiamme insieme alla Diomede. In questo modo scomparve uno dei gioielli della flotta imperiale francese.